# Tournoi de tennis d'Aix-en-Provence (dames 1971)
Le tournoi d'Aix-en-Provence est un tournoi de tennis professionnel. L'édition féminine 1971 se dispute en juillet 1971.
Fiorella Bonicelli remporte le simple dames. En finale, elle bat Odile de Roubin.

## Résultats en simple

### Tableau final
|  |                    |  |   |   |   |
|  | Finale             |  |   |   |   |
|  |                    |  |   |   |   |
|  |                    |  |   |   |   |
|  | Fiorella Bonicelli |  | 6 | 5 | 8 |
|  | Fiorella Bonicelli |  | 6 | 5 | 8 |
|  | Odile de Roubin    |  | 2 | 7 | 6 |